# Polisario (film)
|  | Denne artikel er oprettet af botten PalnaBot ud fra en ekstern database. Den kan derfor have sproglige fejl eller mangler. Denne skabelon kan fjernes efter kontrol af indholdet. |

 For alternative betydninger, se Polisario (flertydig). (Se også artikler, som begynder med Polisario)
Polisario er en film instrueret af Jan Ewens efter manuskript af Jan Ewens.

## Handling
Filmen er lavet 1.600 km nede i Sahara i grænseområdet mellem Marokko og Algeriet, hvor befolkningen fra det, der engang var Spansk Sahara, lever en kummerlig tilværelse efter at Marokko og Mauretanien har overtaget området. Befolkningen i det tidligere Spansk Sahara håbede dengang på selvstændighed og har siden ført en forbitret kamp mod de nye magthavere.